# 정족수
정족수(定足數)는 여러 사람의 합의로 운영되는 의사기관에서 의결을 하는데 필요한 최소한의 참석자 수이다. 의사기관은 그 구성원이 전원이 참석하여 운영하는 것이 이상적이나, 현실에서는 전원 참석이 어려운 경우가 많이 있다. 하지만 지나치게 많은 구성원이 불참했을 때 극소수의 구성원만으로 의결을 하는 것은 부당하므로 정족수를 정하게 된다.

## 같이 보기
- 정족수 감지